# Шведагон
Пагода Шведагон је златна ступа висока 98 метара, која се налази у Јангону у Мјанмару. Представља најсветију будистичку пагоду за Бурманце. Садржи реликте од 4 наводне претходне реинкарнације Буде, укључујући осам власи косе од историјског Буде. Круна пагоде се састоји од 5448 дијаманата и 2317 рубина. На самом врху се налази дијамант од 75 карата (15 грама).
Шведагон је најсветија будистичка пагода у Мјанмару, јер се верује да садржи реликвије четири претходне Буде садашње калпе. Ове реликвије укључују штап Какусанде, филтер за воду Конагамане, комад Касапиног огртача и осам праменова косе са главе Гаутаме.
Изграђена на 51 m високом брду Сингутара, пагода висока 112 m стоји на 170 m изнад нивоа мора, и доминира обрисом Јангона. Прописи о зонирању Јангона, који ограничавају максималну висину зграда на 127 m изнад нивоа мора (75% висине нивоа мора пагоде), осигуравају истакнутост Шведагона на хоризонту града.

## Историја
Легенда каже да је пагода Шведагон стара 2500 година. Археолози се с тим не слажу. Прича о пагоди Шведагон наводи да су два брата трговца срела Буду и добила су од њега осам власи косе. Два брата трговца су уз помоћ локалног краља нашли брдо где су били реликти претходних Буда. Када су узели власи косе од Буде да их посвете, наводно се десила чуда, све дрвеће је процветало, иако није била сезона цветања. Ступа се није одржавала до 1300. Тада је краљ Бинја У од Багоа поново саградио ступу високу 18 метара. Ступа се градила много пута, док није дотигла садашњу висину од 98 метара у 15. веку. Серија потреса је затим изазвала штету на ступи. Највећа штета је била током земљотреса из 1768. Тада је срушен врх пагоде, али је поново подигнута од стране краља Хсинбјушина. Нову круну је донирао краљ Миндон Мин 1871, након што су Британци анектирали Бурму.

## Дизајн
Постоје четири улаза у пагоду. Два велика митска лава чувају јужни улаз, а ту је слика од другог Буде. База ступе је од цигли покривених златним плочицама. Изнад базе су терасе, а ту само мушки монаси имају приступ. После тога следи звонасти део ступе. Изнад је турбан, па још неколико делова, над којима је круна. Круна се састоји од 5448 дијаманта и 2317 рубина. На самом врху се налази дијамант од 75 карата (15 грама). Злато које се види на ступи су праве златне плоче, које покривају цигле. Људи из Мјанмара (Бурме) и њихови краљеви су поклањали велику количину злата за пагоду. У 15. веку то је започела краљица Шин Со Бу, која је дала злата, колико је тешка. Посетиоци морају да се изују пре уласка.

## Рат и инвазија
Португалски авантуриста Филип де Брито Никот украо је 30 тона тешко звоно из Шведагона. Намера му је била да од звона прави топоове, али прелазећи реку звоно му је завршило на дну реке. Током Првог англо-бурманског рата Британци су заузели 1824. Шведагон, који им је служио као тврђава и осматрачница. Било је ту и вандализма. Копали су рупу у пагоди, да виде да ли је погодна као складиште барута. Када су одлазили две године касније Британци су однели велико звоно тешко 23 тоне, али звоно је исто завршило у реци. Бурманци су га после тога извадили.

## Реплике
Пагода Упатасанти - која се налази у Нејпјидоу, главном граду Мјанмара - реплика је пагоде Шведагон. Завршена 2009. године, у многим аспектима је слична Шведагон пагоди, али је њена висина 30 cm мања од висине Шведагона.
Још једна реплика пагоде Шведагон, висине 46,8 m, изграђена је у природном парку Лумбини у Берастаги, Северна Суматра, Индонезија. Завршена 2010. године, грађевински материјал за ову пагоду, увезен је из Мјанмара.
Глобална пагода Випасана, висока 29 m и отворена 2009. године, налази се у Мумбају, Индија.
Пагода Тачилејк Шведагон у близини Златног троугла у Мјанмару.

## Галерија
- Реплика у Тачилејку
- Ритуали
- Молитва
- Молитва
- Светилишта
- Светилишта
- Шведагон светилишта на заласку сунца
- Изван капије
- Поклоници одају почаст Троструком драгуљу
- Жадни Буда
- Звоно Таравади Мина
- Прометан дан у Шведагону
- Шведагон, шума пагода
- Митски бунар, покривен стакленим мозаиком
- Моте (зграда кардиналне тачке)
- Панорамски поглед
- Пагода Шведагон ноћу
- Пагода Шведагон ноћу са источне стране
- Јужни улаз
- Поправка
- Ентеријер
- Пагода друге висине
- Унутрашња мапа
- Сунчан дан у Шведагону
- Пут источне капије пагоде Шведагон
- Пагода Шведагон - Јангон, Мјанмар
- Пијаца у близини пагоде Шведагон
- У комплексу пагода Шведагон
- Западна капија пагоде Шведагон
- Златни реликвијар у облику стуба пронађен у подножју пагоде Шведагон 1855. године и сада у Музеју В&А. Датира из 15./16. века.